# Aigues-Juntes
Aigues-Juntes (en occitano Aigasjuntas) es una pequeña localidad y comuna francesa, situada en el departamento del Ariège en la región de Languedoc-Rosellón-Mediodía-Pirineos.
A sus habitantes se les conoce por el gentilicio Aigues-Juntais.

## Demografía
| 95 | 81 | 63 | 59 | 42 | 49 |
| Para los censos de 1962 a 1999 la población legal corresponde a la población sin duplicidades (Fuente: INSEE [Consultar]) |    |    |    |    |    |